# Театр Ібсена

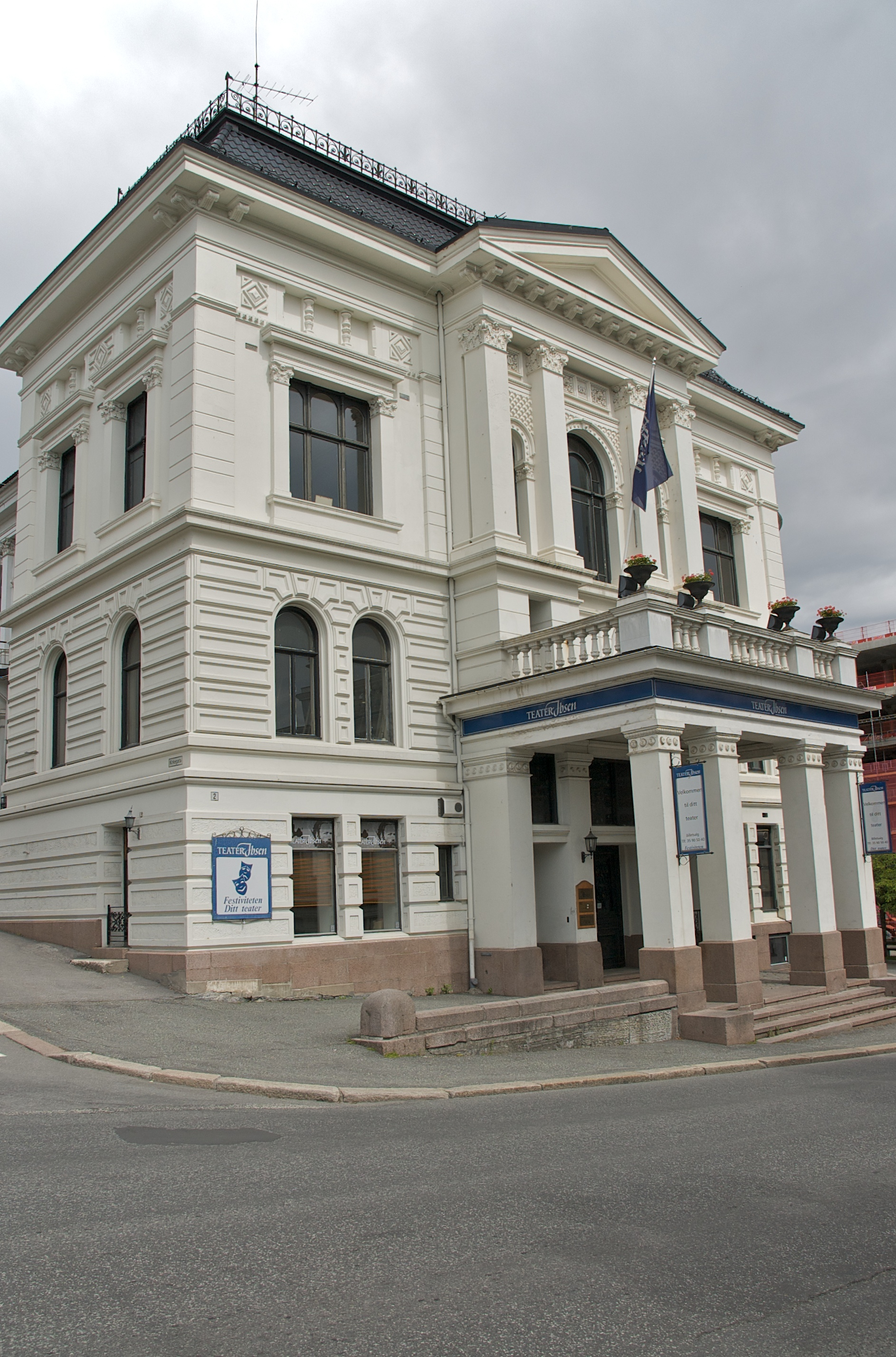
Театр Ібсена

Театр Ібсена (норв. Teater Ibsen) — театр у норвезькому місті Шієн.
Театр Ібсена був заснований в 1975 року як Telemark Teater й обслуговував фюльке Телемарк й Вестфолл, фінансувався державою.
В 1990 році змінив свою назву, змінилася і його номінальна зона обслуговування, аудиторія стала становити 380 000 осіб.
Театр базується в будівлі Festiviteten i Skien, спорудженій 1891 року.